# 大马勒西区
大马勒西区是阿爾巴尼亞的36个旧区之一，这些区份在2000年7月全部撤销，并由新成立的12个州份取代。该区面积为897平方公里，人口数量为36,770人（2001年）。该区位于阿尔巴尼亚西北部，区府为科普利克镇。该区的范围为现今的士科德州大马勒西市镇。